# Сим, Шейла
Шейла Берил Грант Аттенборо, баронесса Аттенборо (англ. Sheila Beryl Grant Attenborough, Baroness Attenborough; 5 июня 1922, Ливерпуль — 19 января 2016, Лондон), более известная под своей девичьей фамилией как Шейла Сим (англ. Sheila Sim), — британская актриса.

## Биография
Родилась в Ливерпуле (Ланкашир, Англия, Великобритания) в семье банкира Стюарта Гранта Сима и его жены Иды Изабель Картер. Младший брат Шейлы Сим — актёр Джеральд Сим (1925—2014).

## Карьера
За свою 11-летнюю кинокарьеру, длившуюся с 1944 по 1955 года, снялась в 12 фильмах.

## Личная жизнь
С 22 января 1945 года была замужем за актёром и режиссёром Ричардом Аттенборо (1923—2014). В этом браке родила троих детей: сына Майкла Джона Аттенборо (род. 13 февраля 1950) и двоих дочерей — Джейн Аттенборо (30 сентября 1955 — 26 декабря 2004) и Шарлотту Изабель Аттенборо (род. 29 июня 1959).
26 декабря 2004 года средний ребёнок и внучка Шейлы, 48-летняя Джейн Аттенборо и 15-летняя Люси Холленд (1989—2004), погибли во время землетрясения в Индийском океане вместе со своей свекровью и бабушкой — Джейн Холленд. Ещё одна внучка, Элис Холленд, серьёзно пострадала во время этого землетрясения, но выжила.